# Joan VI d'Harcourt
Joan VI d'Harcourt (1 de desembre de 1342 - 28 de febrer de 1388) va ser comte d'Harcourt, comte d'Aumale, vescomte de Saint-Sauveur i de Châtellerault, senyor d'Elbeuf, de Lillebonne, de Brionne, d'Aarschot, de La Saussaye. Va ser donat a Eduard III, rei d'Anglaterra, com a ostatge i penyora del tractat fet a Brétigny el 1360; va servir al setge de Conyac el 1375, i va estar a la batalla de Rosebecque el 1382 i al setge de Bourbourg el 1383. És qualificat de capità sobirà de les batllies de Rouen i de Caux en una carta del 23 de juliol de 1375.

Era el fill de Joan V d'Harcourt, comte d'Harcourt, i de Blanca d'Aumale. S'havia casat per contracte del 14 d'octubre de 1359 amb Caterina de Borbó, cunyada del rei Carles V de França. Foren el pares de:
- Carles, hereu del comtat d'Aumale, mort als 18 anys, el 1384;
- Joan VII d'Harcourt;
- Lluís d'Harcourt, arquebisbe de Rouen, vescomte de Châtellerault, senyor d'Aarschot i de Mézières, mariscal hereditari del Poitou el 1407;
- Blanca, abadessa de Fontevrault per butlla del pape Climent VII donada a Avinyó el juliol de 1391;
- Isabel, casada el 1383 amb Humbert VII, senyor de Thoire i Villars i de Montreal, comte de Ginebra;
- Joana, casada el 1372 amb Guillem II de Namur, comte de Namur;
- Maria, casada el 1405 amb Renald IV de Gueldre, duc de Juliers (Jülich) i el 1426 amb Robert de Berg, príncep de Juliers:
- Caterina, religiosa a Poissy;
- Margarida, casada amb Joan d'Estouteville, gran boteller de França;
- Joana I, religiosa a Poissy;
- Joana II, bastarda d'Harcourt, esposa de Jean Chretien;
- Dionísia, bastarda d'Harcourt, esposa de Jean de Ponches.